# Stavkî, Fastiv
Stavkî (în ucraineană Ставки) este un sat în comuna Skrîhalivka din raionul Fastiv, regiunea Kiev, Ucraina.

## Demografie
Componența lingvistică a localității Stavkî
     Ucraineană (99,16%)
     Alte limbi (0,84%)
Conform recensământului din 2001, majoritatea populației localității Stavkî era vorbitoare de ucraineană (99,16%), existând în minoritate și vorbitori de alte limbi.